# Слободинська
Слобо́динська (рос. Слободинская) — присілок у складі Тарногського району Вологодської області, Росія. Входить до складу Тарногського сільського поселення.

## Населення
Населення — 40 осіб (2010; 47 у 2002).
Національний склад (станом на 2002 рік):
- росіяни — 98 %